# Bai He (biflöde till Tangbai He)
Bai He är ett vattendrag i Kina. Det ligger i den centrala delen av landet, 900 km söder om huvudstaden Peking.